# Carlo Salvatore d'Asburgo-Lorena
Carlo Salvatore Maria Giuseppe Giovanni Battista Filippo Giacomo Luigi Gonzaga Gennaro Ranieri d'Asburgo-Lorena (tedesco: Karl Salvator Maria Joseph Johann Baptist Philipp Jakob Januarius Ludwg von Österreich-Toskana; Firenze, 30 aprile 1839 – Vienna, 18 gennaio 1892) è stato un principe di Toscana e arciduca d'Austria.

## Biografia

### Famiglia d'origine
Carlo Salvatore nacque nel 1839 a Palazzo Pitti, figlio del Granduca Leopoldo II di Toscana e della seconda moglie, Maria Antonia di Borbone-Due Sicilie; appartenendo alla casa Asburgo-Toscana, ramo cadetto degli Asburgo-Lorena, alla nascita acquisì i titoli di Principe di Toscana e Arciduca d'Austria. 
L'Arciduca discendeva da numerosi sovrani europei che governarono alla fine del XVIII secolo, fra cui Leopoldo II del Sacro Romano Impero, Carlo IV di Spagna e Francesco I delle Due Sicilie. Era anche cugino di Vittorio Emanuele II di Savoia, Ferdinando, Duca di Genova, Isabella II di Spagna e di Francesco II delle Due Sicilie.

### Carriera militare
Fin da giovane, Carlo Salvatore preferì dedicarsi agli studi militari e tecnici. All'età di 10 anni fu nominato capitano del 6° Corpo dei Lancieri "Francesco Giuseppe I", poi nel 1857 fu nominato Maggiore. Inizialmente prestò servizio nell'Esercito toscano, nel quale ottenne l'incarico di ispettore d'artiglieria. Nel 1859 il Regno di Sardegna intraprese la campagna d'unificazione, dichiarando guerra anche alla Toscana; Carlo Salvatore e la sua famiglia lasciarono Firenze e l'Arciduca di recò in Lombardia con l'Esercito imperiale austriaco, venendo promosso Colonnello.
L'anno successivo, il Granducato di Toscana venne definitivamente conquistato ma Carlo Salvatore continuò a servire nell'Esercito austriaco, venendo promosso Colonnello comandante del 7º Reggimento di Fanteria e poi Maggiore. Nel 1886 lasciò la carriera militare a causa di attacchi reumatici.

### Matrimonio
Francesco Salvatore sposò il 19 settembre 1861, a Roma, la Principessa Maria Immacolata di Borbone-Due Sicilie, nonché sua prima cugina essendo figlia di Ferdinando II delle Due Sicilie, fratello della Granduchessa Maria Antonia delle Due Sicilie.
La coppia ebbe dieci figli:
- Maria Teresa, (1862-1933), sposò l'arciduca Carlo Stefano d'Asburgo-Teschen
- Leopoldo Salvatore (1863-1931), sposò l'infanta Bianca di Spagna
- Francesco Salvatore (1866-1939), sposò l'arciduchessa Maria Valeria d'Asburgo-Lorena
- Carolina Maria (1869-1945), sposò il principe Augusto Leopoldo di Sassonia-Coburgo-Kohary
- Alberto Salvatore (1871-1896)
- Maria Antonietta (1874-1891)
- Maria Immacolata (1878-1968), sposò Roberto di Württemberg
- Ranieri Salvatore (1880-1889)
- Enrichetta (1884-1886)
- Ferdinando Salvatore (1888-1891)

### Ultimi anni e morte
Con la caduta della monarchia in Toscana, Carlo Salvatore seguì la famiglia in esilio a Vienna, dove visse presso la corte del cugino Francesco Giuseppe, che promosse Carlo Salvatore quale Tenente Feldmaresciallo dell'Impero austro-ungarico. L'Arciduca si interessò alle discipline tecniche, fra cui l'architettura, era molto attaccato alle tradizioni della dinastia, oltre ad essere un appassionato cacciatore ed un grande collezionista di armi. Negli ultimi anni si occupò di costruzione di armi da guerra.
Francesco Salvatore d'Asburgo-Toscana morì il 18 gennaio 1892, all'età di 52 anni, a Vienna a causa di un'influenza.

## Ascendenza
|                                                         |                                |                                | Genitori                                |  |  | Nonni |  |  | Bisnonni                             |  |  | Trisnonni                            |  |
|                                                         |                                |                                |                                         |  |  |       |  |  | Leopoldo II, Sacro Romano Imperatore |  |  | Francesco I, Sacro Romano Imperatore |  |
|                                                         |                                |                                |                                         |  |  |       |  |  | Leopoldo II, Sacro Romano Imperatore |  |  | Francesco I, Sacro Romano Imperatore |  |
|                                                         |                                | Maria Teresa d'Austria         |                                         |  |  |       |  |  | Leopoldo II, Sacro Romano Imperatore |  |  |                                      |  |
| Ferdinando III, Granduca di Toscana                     |                                |                                |                                         |  |  |       |  |  | Leopoldo II, Sacro Romano Imperatore |  |  |                                      |  |
|                                                         |                                | Infanta Maria Luisa di Spagna  | Carlo III di Spagna                     |  |  |       |  |  |                                      |  |  |                                      |  |
|                                                         |                                | Infanta Maria Luisa di Spagna  | Carlo III di Spagna                     |  |  |       |  |  |                                      |  |  |                                      |  |
|                                                         |                                | Infanta Maria Luisa di Spagna  | Maria Amalia di Sassonia                |  |  |       |  |  |                                      |  |  |                                      |  |
| Leopoldo II, Granduca di Toscana                        |                                | Infanta Maria Luisa di Spagna  |                                         |  |  |       |  |  |                                      |  |  |                                      |  |
|                                                         |                                | Ferdinando I delle Due Sicilie | Carlo III di Spagna                     |  |  |       |  |  |                                      |  |  |                                      |  |
|                                                         |                                | Ferdinando I delle Due Sicilie | Carlo III di Spagna                     |  |  |       |  |  |                                      |  |  |                                      |  |
|                                                         |                                | Ferdinando I delle Due Sicilie | Maria Amalia di Sassonia                |  |  |       |  |  |                                      |  |  |                                      |  |
| Principessa Luisa di Napoli e Sicilia                   |                                | Ferdinando I delle Due Sicilie |                                         |  |  |       |  |  |                                      |  |  |                                      |  |
|                                                         |                                | Maria Carolina d'Austria       | Francesco I, Sacro Romano Imperatore    |  |  |       |  |  |                                      |  |  |                                      |  |
|                                                         |                                | Maria Carolina d'Austria       | Francesco I, Sacro Romano Imperatore    |  |  |       |  |  |                                      |  |  |                                      |  |
|                                                         |                                | Maria Carolina d'Austria       | Maria Teresa d'Austria                  |  |  |       |  |  |                                      |  |  |                                      |  |
| Arciduca Carlo Salvatore d'Austria, Principe di Toscana |                                | Maria Carolina d'Austria       |                                         |  |  |       |  |  |                                      |  |  |                                      |  |
|                                                         | Ferdinando I delle Due Sicilie | Carlo III di Spagna            |                                         |  |  |       |  |  |                                      |  |  |                                      |  |
|                                                         | Ferdinando I delle Due Sicilie | Carlo III di Spagna            |                                         |  |  |       |  |  |                                      |  |  |                                      |  |
|                                                         | Ferdinando I delle Due Sicilie | Maria Amalia di Sassonia       |                                         |  |  |       |  |  |                                      |  |  |                                      |  |
| Francesco I delle Due Sicilie                           | Ferdinando I delle Due Sicilie |                                |                                         |  |  |       |  |  |                                      |  |  |                                      |  |
|                                                         |                                | Maria Carolina d'Austria       | Francesco I, Sacro Romano Imperatore    |  |  |       |  |  |                                      |  |  |                                      |  |
|                                                         |                                | Maria Carolina d'Austria       | Francesco I, Sacro Romano Imperatore    |  |  |       |  |  |                                      |  |  |                                      |  |
|                                                         |                                | Maria Carolina d'Austria       | Maria Teresa d'Austria                  |  |  |       |  |  |                                      |  |  |                                      |  |
| Maria Antonia di Borbone-Due Sicilie                    |                                | Maria Carolina d'Austria       |                                         |  |  |       |  |  |                                      |  |  |                                      |  |
|                                                         |                                | Carlo IV di Spagna             | Carlo III di Spagna                     |  |  |       |  |  |                                      |  |  |                                      |  |
|                                                         |                                | Carlo IV di Spagna             | Carlo III di Spagna                     |  |  |       |  |  |                                      |  |  |                                      |  |
|                                                         |                                | Carlo IV di Spagna             | Maria Amalia di Sassonia                |  |  |       |  |  |                                      |  |  |                                      |  |
| Infanta Maria Isabella di Spagna                        |                                | Carlo IV di Spagna             |                                         |  |  |       |  |  |                                      |  |  |                                      |  |
|                                                         |                                | Maria Luisa di Parma           | Filippo I, Duca di Parma                |  |  |       |  |  |                                      |  |  |                                      |  |
|                                                         |                                | Maria Luisa di Parma           | Filippo I, Duca di Parma                |  |  |       |  |  |                                      |  |  |                                      |  |
|                                                         |                                | Maria Luisa di Parma           | Principessa Luisa Elisabetta di Francia |  |  |       |  |  |                                      |  |  |                                      |  |
|                                                         |                                | Maria Luisa di Parma           |                                         |  |  |       |  |  |                                      |  |  |                                      |  |